# Jedi

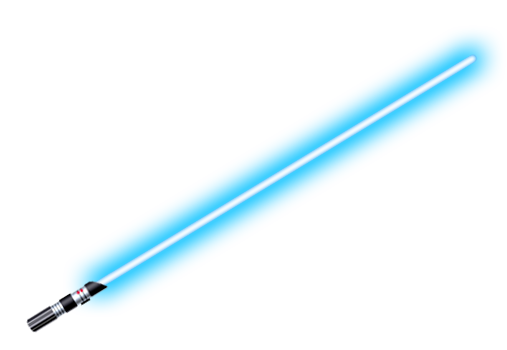
Lichtschwerter sind Waffen der Jedi, der Sith und anderer Machtnutzer.

Die Jedi bzw. Jedi-Ritter, kollektiv auch als Jedi-Orden bezeichnet, sind die Protagonisten in dem von George Lucas kreierten Star-Wars-Universum. Ihre wichtigsten Merkmale sind der Einsatz einer fiktiven Kraft, der Macht (im Original: The Force), sowie der Gebrauch einer als „Lichtschwert“ bezeichneten Hieb- und Stichwaffe.

## Begriff
Der Begriff Jedi geht vermutlich auf das japanische Filmgenre Jidai-geki zurück. Spekulative Quellen gehen von einer jüdischen Bedeutung aus. Es könnte sich um eine Ableitung von Yehudi (Sl.) oder יְהוּדִים (Yehudim (Pl.), transliteriert. Jehudim) handeln. Ein weiterer möglicher Ursprung ist der Begriff Siddhi – eine Bezeichnung für besondere, übernatürliche Kräfte und Fähigkeiten, die man gemäß der Überlieferung im Hinduismus und Buddhismus durch spirituelle Praxis erlangt. George Lucas selbst äußerte sich, so weit bekannt, bisher nicht zum Ursprung des Namens.

## Allgemeine Information
Die Jedi verfügen über Fähigkeiten, die sie durch die Macht (Force) erhalten. Die Filme erhalten den handlungsbestimmenden Konflikt aus dem Einsatz und dem Missbrauch dieser Macht durch die Jedi und ihre Antagonisten, die Sith. Setzt ein Jedi die Macht im Zorn ein – auch im Glauben, dass dies im Rahmen einer guten Sache geschehe – besteht die Gefahr, dass er auf die Dunkle Seite der Macht wechselt und dem Bösen verfällt.
Die Jedi handeln nach einem Kodex, der ihnen helfen soll, im Einklang mit der Macht zu leben und nach ihrem Willen zu handeln, sie nicht zu missbrauchen, und somit nicht auf den Pfad der Dunklen Seite der Macht zu gelangen. So schreibt der Kodex vor, dass die Jedi Friedenswächter der Galaxis seien und ihre Kraft und Macht nur der Verteidigung und dem Schutz anderer zu dienen hat. Außerdem haben Jedi über ihren eigenen Gefühlen zu stehen, was in diesen Kontext jedoch nicht heißt, dass Jedi emotionslos sein sollen. Die Jedi dürfen ihre Entscheidungen nur nicht durch Emotionen bzw. Gefühle treffen. Sie müssen objektiv entscheiden, um dem Frieden zu dienen und ihn zu bewahren. Die Stärke der Jedi basiert auf den drei Säulen Disziplin, Wissen und der Macht.
Der Abschiedsgruß der Jedi lautet in der deutschen Fassung: „Möge die Macht mit dir sein.“ (im Original: „May the Force be with you“) ist eine deutliche Anspielung auf die im katholischen Gottesdienst auftauchende Formel „May the Lord be with you“, der in Gottesdiensten im deutschen Sprachraum mit „Der Herr sei mit dir“ bzw. „Der Herr sei mit euch“ übersetzt wird. Sinngemäß müsste der Abschiedsgruß der Jedi in der deutschen Synchronisation „Die Macht sei mit dir“ lauten.
Das Phänomen der Macht wird in den Episoden IV-VI nicht näher definiert. Die Macht gilt dort – in Anlehnung an fernöstliche Prinzipien wie etwa das Chi – als etwas, das alles Leben und auch die unbelebte Natur miteinander verbindet, ohne einer rationalen Erklärung zu bedürfen. Jedes Kind kann mit der „Macht“ gesegnet sein; sie muss nicht vererbt werden.
In den Prequel-Filmen (Episode I–III) werden die den Lebewesen des Star-Wars-Universums eigenen Midi-Chlorianer thematisiert: symbiotisch arbeitende Mikroorganismen in den Zellen, die als kommunikatives Bindeglied zwischen Macht und Lebewesen fungieren. Die Midi-Chlorianer-Konzentration im Blut gibt an, wie viel Machtpotenzial jemand besitzt. Grundsätzlich besitzt jedes Lebewesen Midi-Chlorianer, jedoch kann man die Macht erst ab einer gewissen Konzentration steuern, um damit zum Beispiel Gegenstände schweben zu lassen, auf andere Lebewesen Einfluss zu nehmen oder sie dem eigenen Willen zu unterstellen.
Nachdem dies in Episode III nur unterschwellig angedeutet wird, werden die Jedi und ihre Dogmen in den Episoden VII–IX, sowie die Serie The Acolyte innerhalb der Handlung erstmals kritisch beleuchtet und stellenweise auch gänzlich in Frage gestellt, so z. B. durch Luke Skywalker in Episode VIII. In The Acolyte wird ebenso thematisiert, inwieweit Korruption, Lobbyismus, politische Einflussnahme und teilweise moralisch verwerfliche Praktiken durch den Jedi-Orden eine Rolle spielte; so etwa Vertuschung von Bedrohungen, der de-facto-Kindesentführung junger potentieller Schüler aus ihren Familien, der Erwartung, an Jedi, sich emotional von jeglichen menschlichen Bindungen zu lösen, oder der vermeintlich blinden Arroganz des Ordens in seinem Tun, der es dem Galaktischen Imperium später erlaubte, die Galaxis zu unterjochen und die Jedi auszurotten.
Die übliche Waffe eines Jedi ist das Lichtschwert. Jeder Padawan (Jedi-Schüler) lernt in seiner Ausbildung, wie ein Lichtschwert zusammengebaut wird. Im Griff des Schwertes befindet sich ein energiebündelnder Kristall (Kyberkristall). Wenn ein Jedi-Schüler sein Lichtschwert empfangen soll, reist er gemeinsam mit seinem Meister auf einen anderen Planeten, wo der Schüler auf sich allein gestellt in eine Höhle geht, um den für ihn „bestimmten“ Kristall zu finden. In dieser Höhle wird der Schüler mit seinen Ängsten konfrontiert, die in Form von Halluzinationen in Erscheinung treten. Aus dem Lichtschwert kommt ein gebündelter, etwa ein Meter langer Energiestrahl, der durch einen Knopf geschaltet aus einem handlichen Griff austritt. Es ist jedoch auch von solchen benutzbar, die keine Jedi sind; wie z. B. Han Solo (Episode V), General Grievous (Episode III), Finn (Episode VII) oder Moff Gideon (The Mandalorian).

### Bedeutende Mitglieder
| Name             | Auftritte Episode           | Auftritte Episode           | Auftritte Episode           | Auftritte Episode           | Auftritte Episode           | Auftritte Episode           | Auftritte Episode           | Auftritte Episode           | Auftritte Episode           | Darsteller          |
| Name             | I                           | II                          | III                         | IV                          | V                           | VI                          | VII                         | VIII                        | IX                          | Darsteller          |
| ---------------- | --------------------------- | --------------------------- | --------------------------- | --------------------------- | --------------------------- | --------------------------- | --------------------------- | --------------------------- | --------------------------- | ------------------- |
| Yoda             | Grünes Häkchensymbol für ja | Grünes Häkchensymbol für ja | Grünes Häkchensymbol für ja |                             | Grünes Häkchensymbol für ja | Grünes Häkchensymbol für ja |                             | Grünes Häkchensymbol für ja |                             | Stimme von Frank Oz |
| Obi-Wan Kenobi   | Grünes Häkchensymbol für ja | Grünes Häkchensymbol für ja | Grünes Häkchensymbol für ja |                             |                             |                             |                             |                             |                             | Ewan McGregor       |
| Obi-Wan Kenobi   |                             |                             |                             | Grünes Häkchensymbol für ja | Grünes Häkchensymbol für ja | Grünes Häkchensymbol für ja |                             |                             |                             | Alec Guinness       |
|                  |                             |                             |                             |                             |                             |                             |                             |                             |                             |                     |
| Anakin Skywalker | Grünes Häkchensymbol für ja |                             |                             |                             |                             |                             |                             |                             |                             | Jake Lloyd          |
| Anakin Skywalker |                             | Grünes Häkchensymbol für ja | Grünes Häkchensymbol für ja |                             |                             | Grünes Häkchensymbol für ja |                             |                             |                             | Hayden Christensen  |
| Anakin Skywalker |                             |                             |                             |                             |                             | Grünes Häkchensymbol für ja |                             |                             |                             | Sebastian Shaw      |
| Luke Skywalker   |                             |                             |                             | Grünes Häkchensymbol für ja | Grünes Häkchensymbol für ja | Grünes Häkchensymbol für ja | Grünes Häkchensymbol für ja | Grünes Häkchensymbol für ja | Grünes Häkchensymbol für ja | Mark Hamill         |
| Mace Windu       | Grünes Häkchensymbol für ja | Grünes Häkchensymbol für ja | Grünes Häkchensymbol für ja |                             |                             |                             |                             |                             |                             | Samuel L. Jackson   |
| Qui-Gon Jinn     | Grünes Häkchensymbol für ja |                             |                             |                             |                             |                             |                             |                             |                             | Liam Neeson         |
| Rey Skywalker    |                             |                             |                             |                             |                             |                             | Grünes Häkchensymbol für ja | Grünes Häkchensymbol für ja | Grünes Häkchensymbol für ja | Daisy Ridley        |

## Hierarchie zur Zeit der Galaktischen Republik

### Jüngling/Jedi-Anwärter
Die Jünglinge/Jedi-Anwärter sind Kinder, die aufgrund ihres hinreichend hohen Midi-Chlorianer-Wertes machtempfänglich sind und zwecks ihrer Ausbildung im Jedi-Tempel auf Coruscant leben. Dort werden sie von den erfahrenen Jedi, unter anderem Yoda, unterrichtet. Zu Beginn ihrer Ausbildung sind die Anwärter meist nicht älter als sechs Jahre alt. Ab dem 13. Lebensjahr beginnen sie ihre Ausbildung als Padawan. Wenn sie bis zu ihrem 13. Geburtstag keinen Jedi-Ritter gefunden haben, der bereit ist, sie auszubilden, müssen sie den Jedi-Tempel verlassen und werden in anderen Bereichen, wie den Jedi-Heilern oder den Jedi-Sicherheitskräften, eingesetzt.

### Padawan
Padawane sind Schüler, die einen ausgebildeten Jedi begleiten und von diesem unterrichtet werden. Am Ende seiner Ausbildung muss ein Padawan bestimmte Prüfungen bestehen, um zu einem Jedi-Ritter ernannt zu werden. Die Rolle eines Padawan ist mit der eines Schildknappen im Mittelalter zu vergleichen.

### Jedi-Ritter
Ein Padawan, der seine Ausbildung erfolgreich abgeschlossen hat, wird in den Rang eines Jedi-Ritters erhoben. Die Bezeichnung Jedi-Ritter ist der neue Rang des Nutzers der Macht. Die Ritter werden allerdings nochmals in drei Gruppen unterschieden:
1. Jedi-Gesandte: konzentrieren sich nach der Ausbildung zum Ritter auf das intellektuelle Studium der Macht und treten als Gesandte, bzw. Diplomaten in Kriegsgebieten auf. Viele Gesandte erwerben mit wachsenden Fähigkeiten langsam das Können, Schatten der Zukunft in der Macht zu sehen. Die Lichtschwertfarbe der Gesandten ist traditionell grün, was aber keine Vorschrift darstellt.
2. Jedi-Wächter: suchen den Ausgleich zwischen Machtstudium und Kampftraining. Sie werden, wenn die Republik die Hilfe der Jedi benötigt, oft als Generäle im Verteidigungsfall eingesetzt. Ein Wächter wird darauf trainiert, Lösungen für bevorstehende Probleme zu finden. Die traditionelle Farbe des Lichtschwertes der Wächter ist gelb.
3. Jedi-Hüter: erlernen einige grundlegende Techniken der Macht, konzentrieren sich weiter jedoch eher auf das Kampftraining. Im Kriegsfall werden sie unterstützend eingesetzt. Die traditionelle Lichtschwertfarbe der Hüter ist blau, bzw. auch grün (Beispiel: Anakin Skywalker und Obi-Wan Kenobi).

Die Jedi-Ritter können noch einen weiteren, höheren Rang erreichen, indem sie eine weitere Prüfung bestehen. Nach dieser Prüfung kann der Ritter in den Rang des Meisters, des Wachmanns oder des Waffenmeisters erhoben werden. Viele entscheiden sich für den Weg des Meisters und bilden dann Schüler zu Padawanen oder Padawane zu Rittern aus. Ein Jedi-Ritter kann einen Padawan als Schüler erwählen.

### Jedi-Meister
Den Rang eines Jedi-Meisters erhalten Jedi-Ritter, die sehr mächtig und weise sind. Die Ausbildung eines Padawans zum Ritter kann die Ernennung beschleunigen. Wichtigste Voraussetzung für die Ernennung zum Jedi-Meister durch den Rat der Jedi ist jedoch die Einhaltung des Kodex. Jedi-Meister handeln im Sinne des Ordens und werden mit den schwierigsten Aufgaben betraut. Die mächtigsten und weisesten von ihnen sitzen im Jedi-Rat. Die bekanntesten Jedi-Meister sind Yoda und Obi-Wan Kenobi.

### Hoher Rat der Jedi
Der Hohe Rat der Jedi tritt regelmäßig im Jedi-Tempel auf Coruscant zusammen und wird von zwölf Jedi gebildet. Die Amtszeit der einzelnen Ratsmitglieder ist dabei unterschiedlich festgelegt: Einige Jedi-Meister sind Ratsmitglieder auf Lebenszeit, andere können gewählt und abgewählt werden und einige sind nur für eine festgelegte Zeit zum Dienst im Rat berufen.
Der Jedi-Rat ist direkt dem Intergalaktischen Senat unterstellt und nur ihm verantwortlich. Kanzler Palpatine, der in Episode III vom Senat aufgrund der Kriegssituation mit Sondervollmachten ausgestattet wird, ernennt Anakin Skywalker gegen den Willen der Jedi zu seinem persönlichen Repräsentanten im Rat. Ziel Palpatines ist es, den Jedi-Rat zu kontrollieren. Anakin Skywalker ist, nach Ki-Adi-Mundi der zweite Jedi, der Mitglied des Rates ist, ohne zuvor in den Rang eines Meisters erhöht worden zu sein. Sein Platz im Rat entspricht also mehr dem eines Spions als dem eines anerkannten Ratsmitgliedes, wodurch das Misstrauen zwischen ihm und den Jedi sich verstärkt und Anakin schließlich zur Dunklen Seite der Macht überläuft.
Der Rat beschließt die meisten Angelegenheiten der Jedi; unter anderem welche Kinder als Jünglinge aufgenommen werden, wann ein Padawan bereit für seine Ausbildung ist, welcher Jedi-Ritter zum Meister ernannt wird und wer in den Jedi-Rat aufgenommen wird.
Im Jedi-Rat sitzen fünf Mitglieder auf Lebenszeit, vier Mitglieder, denen ein Rücktritt überlassen bleibt, es sei denn sie werden abgewählt, und drei Mitglieder, deren Mitgliedschaft zeitlich beschränkt ist. Gerade Letztere dienen dazu, neue Ideen und die Ansichten des Ordens in den Rat zu transportieren.
| #                         | in Episode I              | in Episode II             | in Episode III            |
| Mitglieder auf Lebenszeit | Mitglieder auf Lebenszeit | Mitglieder auf Lebenszeit | Mitglieder auf Lebenszeit |
| ------------------------- | ------------------------- | ------------------------- | ------------------------- |
| 01                        | Yoda                      | Yoda                      | Yoda                      |
| 02                        | Mace Windu                | Mace Windu                | Mace Windu                |
| 03                        | Oppo Rancisis             | Oppo Rancisis             | Coleman Kcaj              |
| 04                        | Plo Koon                  | Plo Koon                  | Plo Koon                  |
| 05                        | Yarael Poof               | Coleman Trebor            | Kit Fisto                 |
| Langzeitmitglieder        |                           |                           |                           |
| 06                        | Ki-Adi-Mundi              | Ki-Adi-Mundi              | Ki-Adi-Mundi              |
| 07                        | Even Piell                | Even Piell                | Anakin Skywalker a        |
| 08                        | Depa Billaba              | Depa Billaba              | Obi-Wan Kenobi            |
| 09                        | Saesee Tiin               | Saesee Tiin               | Saesee Tiin               |
| Kurzzeitmitglieder        |                           |                           |                           |
| 010                       | Eeth Koth                 | Eeth Koth                 | Agen Kolar                |
| 011                       | Yaddle                    | Shaak Ti                  | Shaak Ti                  |
| 012                       | Adi Gallia                | Adi Gallia                | Stass Allie               |

## Geschichte des Jedi-Ordens
Die Historie des Jedi-Ordens (später unter Luke Skywalker auch als der Neue Jedi-Orden bekannt) reicht weit über Tausend Jahre vor dem Aufstieg des Galaktischen Imperiums zurück. Der Orden hat seine Ursprünge auf dem Planeten Ahch-To, wo der erste Jedi diesen erstmals ins Leben ruft. Die Jedi verstehen sich als monastischen und atheistischen religiösen Orden, mit dem Schwerpunkt der Hingabe zur Hellen Seite der Macht, sowie dem Hüten von Frieden und Gerechtigkeit in der Galaxis, bzw. später der Galaktischen Republik. Der Jedi-Tempel auf der Kernwelt Coruscant dient dem Orden viele Jahre lang als Zentrum ihrer Macht.
Die Einheit des Ordens wurde jäh mit dem Aufstieg der Sith gebrochen, als sich eine Gruppe Abtrünniger einem der Dunkelheit verfallenen Jedi anschloss, und die Dunkle Seite der Macht erforschten. Zwischen Jedi und Sith entbrach ein jahrhundertelanger Krieg, wobei der Jedi-Orden nach dem Fall der Alten Republik die Oberhand gewinnen konnte, woraufhin die Galaktische Republik unter dem Schutz der Jedi gegründet wurde. Viele Jahre lang erlebt der Orden als Teil der Galaktischen Republik eine Hochphase des Friedens unter einer funktionierenden republikanischen Regierung, die als Ära der Hohen Republik bezeichnet wird, in der die Jedi erfolgreich Gefahren abwenden und die Galaxis beschützen. Gegen Ende dieser Hochphase formieren sich im Verborgenen jedoch erstmals wieder dunkle Mächte, und der Orden wird von einer Mordreihe an mehreren Jedi erschüttert, sowie dem Auftauchen eines dunklen Kriegers, der sich selbst als Qimir bezeichnet. Im Chaos dieser Ereignisse, vertuschen die Jedi das Brodeln im Hintergrund vor den Augen der Politik und geraten in einen Interessenkonflikt mit dem Senat, der den Jedi-Orden und deren Dogmen und Praktiken allmählich anzuzweifeln beginnt. Durch die Vertuschung und fehlenden Vorwarnungen einer möglichen Rückkehr der Sith, wird viele Jahre lang weiterhin angenommen, dass die Galaxis sich außer Gefahr befände.
Als etwa 100 Jahre später die Republik erneut von politischen Unruhen getrübt ist, erleben die Jedi erneut das Auftauchen eines Sith-Lords, der den Jedi-Meister Qui-Gon Jinn tötet. Unvorbereitet vor der drohenden Gefahr, bringt im Jahr 22 VSY 1 Darth Tyranus, der Schüler des Sith-Lords Darth Sidious, welcher eine Doppelidentität als Oberster Kanzler Palpatine hatte, eine Reihe von Sternensystemen dazu, sich von der Republik abzuspalten. Diese Separatisten begannen einen Krieg gegen die Republik, die zu ihrer Verteidigung eine Klonarmee aufstellen, welche von den Jedi als Generälen angeführt wird. Drei Jahre später offenbart sich Darth Sidious, der insgeheim beide Kriegsparteien kontrollierte, und wandelt die Republik in das erste Galaktische Imperium um. Er verführte den Jedi-Ritter Anakin Skywalker zur Dunklen Seite und lässt die Jedi auf Grundlage der sogenannten Order 66 jagen und töten.
Während der Ära des Imperiums gilt der Jedi-Orden lange Jahre als ausgelöscht, ehe er sich nach dem Sieg der Rebellion über das Imperium durch Luke Skywalker neu gegründet. Jedoch wird auch der Neue Jedi-Orden zerschlagen; diesmal durch den abtrünnigen Jedi Ben Solo (später als Kylo Ren bekannt), der im Auftrag seines Anführers Snoke und später durch einen wiederbelebten Darth Sidious erneut an dem Ziel arbeitet, alle noch lebenden Jedi zu vernichten. Jedoch lebt der Orden später durch die letzte noch lebende Jedi Rey Skywalker mit der Vernichtung der Sith erneut auf und werden von dieser für eine neue Generation Jedi weitergetragen.

## Sith
Neben den Jedi gibt es auch einen Orden, der sich der Dunklen Seite der Macht bedient: den Sith-Orden. Nachdem sich in der Anfangszeit die Sith ständig gegenseitig nahezu ausrotteten, besteht der Orden in der Neuzeit immer nur aus einem Meister und einem Schüler. Diese Regel der Zwei führte Darth Bane ein. Der Schüler ist dem Meister untergeben, bis er ihn vernichtet und selber zum Meister mit einem neuen Schüler wird. Mit diesem System sollen Machtkämpfe innerhalb des Sith-Ordens vermieden und der Orden gestärkt werden.
Jeder Sith trägt einen individuellen Sith-Namen mit dem Titel Darth. Lange wurde vermutet, dass sich der Titel von Dark Lord of the Sith („Dunkler Herr der Sith“) ableitet. Mittlerweile scheint es jedoch wahrscheinlicher, dass er sich vom Wort Daritha ableitet, welches in der Sprache der Rakata, einer reptiloiden Alienspezies, so viel wie „Herrscher“, „Großkönig“ oder „Imperator“ bedeutet. Der erste Sith-Lord, der diesen Titel führte, war Darth Revan, ein ehemaliger Jedi-Meister. Widersprüchlichen Sith-Legenden nach führte ein mysteriöser Dunkler Lord der Sith namens Andeddu, welchem es gelang, in seinem Grab bis 137 NSY weiterzuexistieren, diesen Titel zuerst.
Wie die Jedi beherrschen die Sith den Kampf mit Lichtschwertern, wobei sie Exemplare mit einem roten Kyberkristall bevorzugen. Diese Kristalle entstehen, wenn ein Nutzer der Dunklen Seite seine negativen Gefühle dem Kristall aufzwingt und ihn so zum „Bluten“ bringt. Die Sith beherrschen außerdem dunkle Machtfähigkeiten wie das Heraufbeschwören von Macht-Blitzen.

### Geschichte
Die Sith entstehen durch abtrünnige Jedi-Ritter, die sich der Dunklen Seite der Macht zuwandten. Die Ursprünge der Sith sind mitunter auf dem Planeten Exegol in den Unbekannten Regionen der Galaxis zu verzeichnen, wo in einer Zitadelle der Thron der Sith zu finden ist. Legenden der Sith besagen, dass der Sith-Lord Darth Sanguis dort die Grundbausteine des Ordens legte und mitunter an einer Formel für die Unsterblichkeit forschte. Als Gegenpol zu den Lehren der Jedi, ist die Philosophie davon geprägt, die Macht ohne vorgegebene Regeln frei nach eigenem Ermessen nutzen zu können. So beziehen die Sith ihre Macht vorrangig aus ihrer Leidenschaft und Gefühlen wie Hass und Zorn, den sie aus persönlichen Ängsten speisen. Im Kodex der Sith ist zudem, anders als bei den Jedi die Regel der Zwei verzeichnet.
Während der Ära der Hohen Republik tauchen nach vielen Jahren erstmals wieder Anzeichen dafür auf, dass die Sith zu neuer Stärke kommen, was jedoch von einer kleinen Gruppe Jedi vertuscht und verschwiegen wird, ehe etwa hundert Jahre später der Orden der Sith durch Darth Sidious und seinen Schüler Darth Vader eine neue Hochphase der Macht erlebt.
Nach dem Fall des Galaktischen Imperiums gründet sich um Darth Sidious, den letzten noch lebenden Sith, ein geheimer Kult, welcher an dem Plan arbeitete, dem Orden der Sith zu seiner alten Macht zu verhelfen. Der Kult der Sith-Ewigen baut über Jahrzehnte hinweg auf Exegol an einer riesigen Flotte von Sternenzerstörern, um die Galaxis nach all den Jahren erneut zu unterjochen. In einem uralten okkulten Ritual soll der geschwächte Darth Sidious durch seine Enkeltochter Rey zu neuer Kraft kommen, um in ihm die Macht aller verstorbenen Sith zu vereinen. Sidious wird jedoch in einem letzten Kampf von seiner Enkeltochter getötet und mit seinem Tod waren die Sith ein für alle Mal vernichtet.

### Bedeutende Mitglieder des Ordens der Sith-Lords
| Name           | Auftritte | Darsteller | Besonderes |
| -------------- | --- | --- | --- |
| Darth Bane     | The Clone Wars (Serie) und Legends | Mark Hamill | Er führte die „Regel der Zwei“ ein, die inhaltlich nur in Episode I erwähnt wird: Es gibt immer nur zwei Sith, einen Meister und einen Schüler. |
| Darth Plagueis | Episode III (Protagonist in Palpatines), Erzählung der „Tragödie von Darth Plagueis dem Weisen“; tritt nicht visuell in Erscheinung, The Acolyte (Serie); erster Live-Action-Auftritt, Legends | nicht vorhanden | Palpatine deutet in seiner Erzählung über Darth Plagueis an, dass Plagueis sein Meister war (in Legends explizit bestätigt), und dass Plagueis in der Lage war, mithilfe der Macht Leben zu erschaffen.                                                    |
| Darth Sidious  | Episoden I–III, V, VI, IX, Obi-Wan Kenobi (Serie), The Clone Wars (Serie), The Bad Batch (Serie), Geschichten der Jedi (Serie) und Star Wars Rebels (Serie)                                    | Ian McDiarmid | Er ist Senator, Kanzler und später Imperator Palpatine und ließ die Jedi fast komplett ausrotten. Durch seine immensen Kräfte gelang es ihm, den Tod seines ersten Körpers zu überleben.                                                                   |
| Darth Maul     | Episode I, Solo, The Clone Wars (Serie) und Star Wars Rebels (Serie) | Ray Park; Stimme von Peter Serafinowicz                                                                                            | Er ist ein dathomirischer Zabrak und verwendet ein Doppellichtschwert. Er wird von Obi-Wan Kenobi auf Naboo scheinbar getötet, tritt in den Klonkriegen jedoch wieder in Erscheinung und ist später das Oberhaupt der Verbrecherorganisation Crimson Dawn. |
| Darth Tyranus  | Episoden II–III, The Clone Wars (Serie und Film), Geschichten der Jedi (Serie) | Christopher Lee; Stimme von Christopher Lee (Film); Corey Burton (Serie)                                                           | Er war als Dooku ein Jedi-Meister. Nach seinem Austritt aus dem Jedi-Orden nahm er den Titel Graf von Serenno an und wird der Schüler von Sidious sowie ein Anführer der Separatisten.                                                                     |
| Darth Vader    | Episoden III-VI, IX (Stimme), Rogue One, The Clone Wars (Serie), Obi-Wan Kenobi (Serie), Ahsoka (Serie), Star Wars Rebels (Serie) und Geschichten des Imperiums (Serie)                        | David Prowse, Hayden Christensen, Spencer Wilding, Daniel Naprou, Dmitrious Bistrevsky, Tom O’Connell; Stimme von James Earl Jones | Er wird schwer verletzt und ist daher in den Episoden III–VI, sowie Rogue One ein Cyborg. Er gilt als der Auserwählte, der die Sith vernichten wird, und wendet sich gegen den Imperator, um das Leben seines Sohns Luke zu retten.                        |

## Ähnliche Gruppierungen

### Graue Jedi
Ein Orden für diese Gruppe von Machtnutzern existiert in der Star-Wars-Geschichte nicht, jedoch bilden sie keine kleine Fraktion innerhalb der Handlung. Als Graue Jedi werden jene bezeichnet, die aus dem Orden verstoßen wurden, oder sich freiwillig von diesem abwenden, ohne gleichzeitig der Dunklen Seite verfallen zu sein. Im offiziellen Kanon kommt dieses Konzept, das ursprünglich aus dem Legends-Bereich (inzwischen verworfenen und durch einen einheitlichen Kanon ersetzten Geschichten) stammt, jedoch nicht vor. Es gibt aber einige kanonische Andeutungen auf das Konzept, z. B. in Form des Machtnutzers Baylan Skoll, der sich weder den Sith noch den Jedi zugehörig sieht.

### Ritter von Ren
Die Ritter von Ren sind eine Gruppierung machtsensitiver Krieger, die sich auf die Philosophie des Ren stützen, die durch ein gleichnamiges Lichtschwert gestützt wird. Sie sind zunächst während des Krieges zwischen dem Imperium und der Rebellenallianz aktiv, wo sie mit kriminellen Verbrecherorganisationen paktieren und auch mitunter gegen Darth Vader kämpfen. Geführt werden die Ritter von dem mysteriösen Ren, der jedoch später von dem abtrünnigen Jedi-Ritter Ben Solo getötet wird, und dieser unter dem neuen Namen Kylo Ren zum Anführer der Ritter wird, unter dessen Befehl sie später den neu gegründeten Jedi-Orden von Luke Skywalker zerschlagen. Während der Ära der Ersten Ordnung dienen sie an Kylo Rens Seite, bis dieser jedoch nach seinem erneuten Überlaufen zur Hellen Seite erfährt, dass sie Darth Sidious die Treue geschworen haben, ehe Ren sie schließlich allesamt tötet.

### Mandalorianer
Die Mandalorianer sind das kriegerische Volk von Mandalore, dass sich in Clanstrukturen organisiert. Ähnlich wie die Jedi leben sie nach einem strengen Kodex, der je nach Stammeszugehörigkeit in verschiedenen Auslegungen gelebt wird. Des Weiteren gibt es als bekannten Vertreter den Mandalorianer Tarre Viszla, der gleichzeitig auch ein Jedi-Ritter war, und erstmals beide Kulturen vereinte. Das Dunkelschwert, ein schwarzes Lichtschwert, als Sinnbild dieser Vereinigung beider Parteien, wird in der Star-Wars-Geschichte über viele Jahrzehnte hinweg, weitergegeben und spielt u. a. eine wichtige Rolle in The Clone Wars und The Mandalorian. Prominente Mandalorianer im Star-Wars-Kanon sind z. B. Din Djarin, Sabine Wren oder Bo-Katan Kryze.

## „Jedi“ in der realen Welt
Aufgrund der großen Popularität von Star Wars kommt es bei Volkszählungen vor allem in den englischsprachigen Ländern immer wieder dazu, dass Befragte als Religion „Jedi“ angeben.
In Australien gaben 2001 bei einer offiziellen Volkszählung etwa 70.000 Einwohner nach einem Internetaufruf als Religion „Jedi“ an. Damit sollte laut den E-Mails erreicht werden, dass Jedi als offizielle Religion anerkannt wird. Das Australian Bureau of Statistics stellt jedoch nach der Erhebung klar, dass die Antwort auf die Religionsfrage keinen Einfluss auf eine mögliche Anerkennung hat und die Frage seit jeher optional war. Die Antwort „Jedi“ wurde daher der Spalte „undefined“ („undefiniert“) zugerechnet.
Im Rahmen der Volkszählung 2001 gaben sich hunderttausende Briten beim Glaubensbekenntnis als „Jedi-Ritter“ aus.

Heute existieren verschiedene Jedi-Orden, zum Teil auch in Deutschland. Einer der bekanntesten Orden im deutschsprachigen Raum ist der Order of Jedi (OOJ) und sein Ableger, der Order of Hope (OOH). Seine Mitglieder betrachten den Jediismus als eine Philosophie. 

## Belege
1. ↑  Jedi. Abgerufen am 3. Januar 2023.
2. ↑  The Christian origin of the Star Wars phrase “May the Force be with you”, voyagecomics.com, abgerufen am 2. Juni 2022.
3. ↑  Cameryn Barnett: 'The Acolyte' Finale Just Made the Jedi So Much Worse. 19. Juli 2024, abgerufen am 19. Juli 2024 (englisch).
4. ↑  Fay Watson: Star Wars theory suggests Ahsoka’s Baylan and Shin are something more intriguing than Sith or Jedi. 30. August 2023, abgerufen am 19. Juli 2024 (englisch).
5. ↑  Jörn Schumacher: Die Macht ist stark in Tschechien: Immer mehr Jedi-Ritter bei Volkszählung. In: PRO | Das christliche Medienmagazin. 25. Januar 2022, abgerufen am 27. Juli 2022 (deutsch).
6. ↑  DerWesten- derwesten.de: Star Wars: In DIESEM Land gibt es über 21.000 offizielle Jedi. 28. April 2022, abgerufen am 27. Juli 2022.
7. ↑  shm.com: May the farce be with you
8. ↑  abs.gov.au: Census of Population and Housing – The 2001 Census, Religion and the Jedi
9. ↑  news.orf.at: Datenvernetzung statt Fragebogen (Zugriff am 2. April 2011).